# Ditionato de sódio
Para o agente esterilizante, veja metabissulfito de sódio. Para o agente redutor, veja ditionito de sódio.
Ditionato de sódio é um composto inorgânico de fórmula  Na2S2O6, sendo um importante composto para química inorgânica. É também conhecido pelos nomes ditionato de dissódio, hipossulfato de sódio, e metabissulfato de sódio. O enxofre pode ser considerado como estando em seu estado de oxidação +5.